# 王海棻
王海棻（1937年8月1日—2019年11月4日），女，河南郑州人，中国古汉语语法学家、社科院语言研究所研究员。

## 生平
1937年出生。1954年11月加入中国共产党，1962年南开大学中文系古代汉语专业研究生毕业后在北京函授学院工作。1972年至1977年，在故宫博物院从事青铜器和古文字研究工作。
1978年5月调入中国社会科学院语言研究所工作，1992年晋升为研究员，1997年退休。曾参与第6版《现代汉语词典》的部分修订工作。
2019年11月4日，王海棻因病医治无效在美国加州逝世，享年82岁。

## 主要著作
- 《〈马氏文通〉读本》
- 《马氏文通与中国语法学》
- 《古代汉语疑问词语用法词典》
- 《古汉语虚词词典》
- 《古代汉语虚词词典》
- 《记时词典》[3]